# Attila Szalay
Attila Szalay (* 9. April 1961 in Budapest, Ungarn) ist ein ungarischer Kameramann.

## Leben
Attila Szalay wurde in Budapest, Ungarn geboren. Seine Familie wanderte 1967 nach England aus und später nach Calgary, Kanada. Bereits während seiner Schulzeit interessierte sich Szalay für das Kamerawesen, sodass er am Sheridan College in Ontario Filmproduktion und Kamera studierte. Anschließend wurde er Kameraassistent beim National Film Board of Canada und von 1990 bis 1996 von Laszlo George. Seitdem Szalay 1996 mit einer Folge der kanadischen Fernsehserie Outer Limits – Die unbekannte Dimension als Kameramann debütierte, war er für Filme wie Quarantäne, Die Säulen der Erde und Zack & Cody – Der Film sowie für vereinzelte Episoden von Fernsehserien wie Smallville und Reaper – Ein teuflischer Job als Kameramann tätig.
Attila Szalay ist mit der Schauspielerin Tatiana Szalay verheiratet.

## Filmografie (Auswahl)
- 1996: Outer Limits – Die unbekannte Dimension (The Outer Limits, Fernsehserie, eine Folge)
- 1999: Flieg ins Licht, Maryann (A Song from the Heart)
- 2000: Quarantäne (Quarantine)
- 2000: Road Trip in die Hölle (Blacktop)
- 2001–2002: Smallville (Fernsehserie, 15 Folgen)
- 2001: The Void – Experiment außer Kontrolle (The Void)
- 2003: Atomalarm in San Francisco (Critical Assembly)
- 2005: John Carpenter’s Cigarette Burns
- 2007–2009: Reaper – Ein teuflischer Job (Reaper, Fernsehserie, 28 Folgen)
- 2009: Santa Baby 2 (Santa Baby 2: Christmas Maybe, Fernsehfilm)
- 2010: Die Säulen der Erde (The Pillars of the Earth, Fernsehfilm)
- 2011: Gefährliche Überraschung (Deck the Halls)
- 2011: Zack & Cody – Der Film (The Suite Life Movie, Fernsehfilm)
- 2013: Cult (Fernsehserie, 12 Folgen)
- 2013–2014: Once Upon a Time in Wonderland (Fernsehserie, 11 Folgen)
- 2013–2014: The Bridge – America (The Bridge, Fernsehserie, 25 Folgen)
- 2015–2016: Tyrant (Fernsehserie, 22 Folgen)